# Зеленник сіроголовий
Зеле́нник сіроголовий (Cnemoscopus rubrirostris) — вид горобцеподібних птахів родини саякових (Thraupidae). Мешкає в Андах. Це єдиний представник монотипового роду Сіроголовий зеленник (Cnemoscopus).

## Опис
Довжина птаха становить 15 см. Голова, горло і груди сірі, голова дкщо тьмяніша. Верхня частина тіла переважно оливкова, нижня частина тіла жовта. Дзьоб і лапи рожевуваті. У представників підвиду C. r. chrysogaster горло і груди дещо світліші, живіт яскраво-жовтий. Дзьоб і лапи темно-сірі.

## Підвиди
Виділяють три підвиди:
- C. r. rubrirostris (Lafresnaye, 1840) — Анди на південному заході Венесуели, в Колумбії, Еквадорі та на крайній півночі Перу (Кахамарка);
- C. r. chrysogaster (Taczanowski, 1875) — Перуанські Анди (від Амазонаса і П'юри до Хуніна) та на крайній півночі Болівії (Ла-Пас).

Деякі дослідники виділяють підвид C. r. chrysogaster у окремий вид Cnemoscopus chrysogaster.

## Поширення і екологія
Сіроголові зеленники мешкають у Венесуелі, Колумбії, Еквадорі, Перу і Болівії. Вони живуть в кронах вологих гірських тропічних лісів Анд та на узліссях. Зустрічаються невеликими зграйками, на висоті від 2100 до 3000 м над рівнем моря. Іноді приєднуються до змішаних зграй птахів. Живляться комахами.